# 比尔森主教府

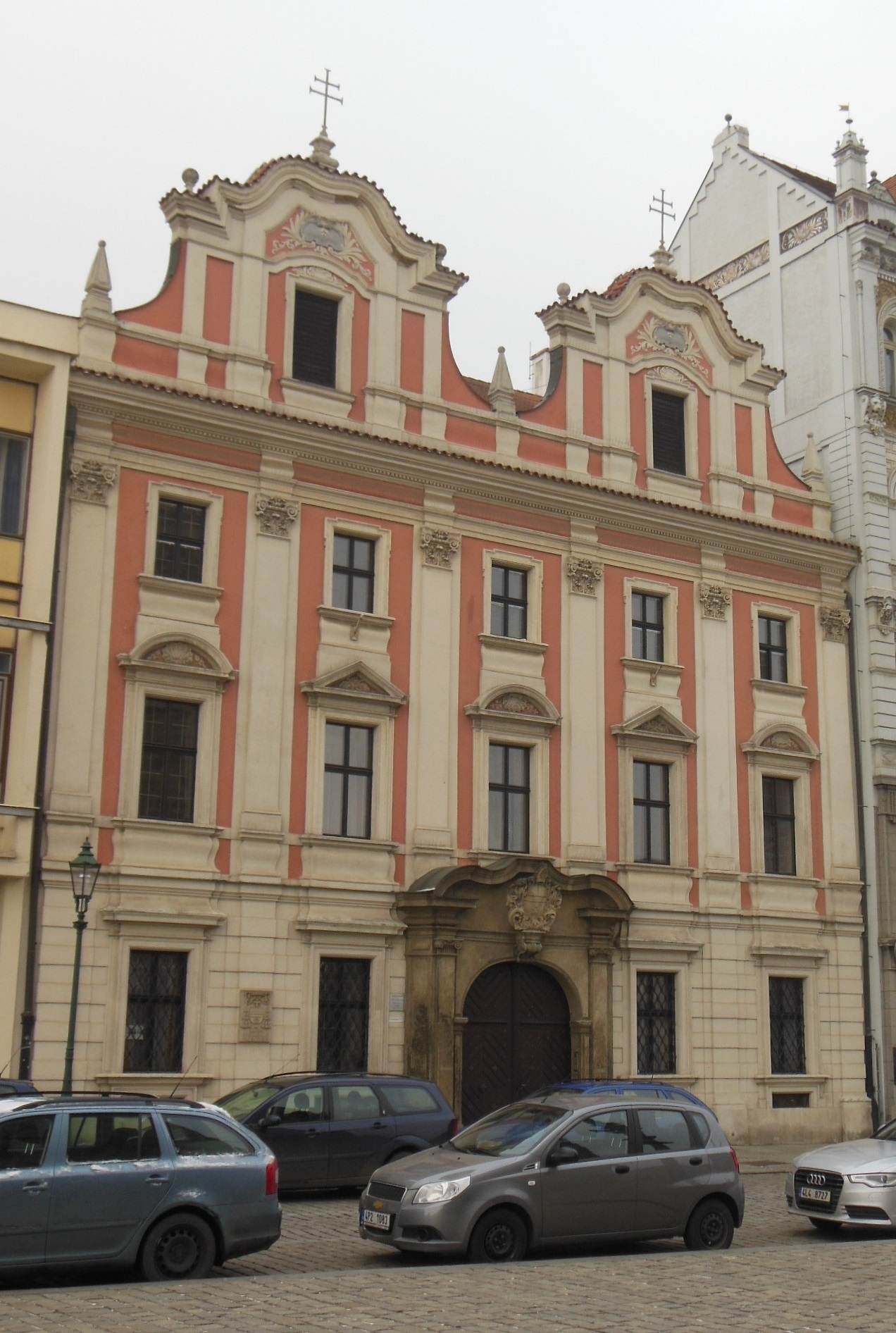

比尔森主教府（捷克語：Biskupská rezidence v Plzni）位于捷克比尔森共和国广场35号，介于Dům U Červeného srdce和广场西侧的中央酒店（hotelem Central）之间。1344年，本堂神父Reichlin 购买了这座哥特式房屋，供在此服务的条顿骑士团使用。1564年，由城市接管，保留了本堂区。1710 年，雅库布·奥古斯顿（Jakub Auguston）以巴洛克风格修改了房子的立面。自1993年以来，这所房子是新成立的天主教比尔森教区的主教住所。该建筑已列为捷克共和国文化古迹加以保护。